# Scelolophia tremularia
Scelolophia tremularia är en fjärilsart som beskrevs av Walker 1862. Scelolophia tremularia ingår i släktet Scelolophia och familjen mätare. Inga underarter finns listade.